# Io di te non ho paura
Io di te non ho paura  è un singolo della cantautrice italiana Emma, pubblicato il 22 gennaio 2016 come terzo estratto dal quarto album in studio Adesso.
Il brano successivamente è stato scelto come colonna sonora del film Girotondo diretto da Tonino Abballe.

## Descrizione
Ottava traccia dell'album, Io di te non ho paura è una dedica alle donne che sanno dire di no e prendere in mano la propria vita, senza sottostare a violenza e timore, ma soprattutto a quelle che non hanno più vergogna di farsi aiutare, di vivere e respirare. Al riguardo, la stessa Emma ha dichiarato:

## Promozione
Il 19 settembre 2016 la cantante ha eseguito il brano in duetto con Elodie presso l'Arena di Verona in occasione del concerto-evento Amiche in Arena. Tale versione è stata inclusa nell'album dal vivo Amiche in Arena, uscito l'11 novembre dello stesso anno.

## Accoglienza
Recensendo l'album Mattia Marzi di Rockol scrive che il brano «parte come una canzone d'amore e che affronta il tema del terrore dei rapporti a due, visione in piccolo della società», riscontrandovi un sound «dritto, la batteria pulsante, nel ritornello le tastiere lasciano spazio ad un'orchestra imponente» e apprezzando l'interpretazione della cantante.

## Video musicale
Il videoclip, diretto da Luisa Carcavale, è stato pubblicato in anteprima sul sito web del Corriere della Sera il 27 gennaio 2016, per essere poi pubblicato sul canale Vevo dell'artista il giorno seguente. In esso ha preso parte anche l'attore Francesco Arca.

## Classifiche
| Classifica (2016) | Posizione massima |
| ----------------- | ----------------- |
| Italia            | 65                |